# ابن البذوخ
عمر بن علي بن البذوخ القلعي الجزائري، وكنيته أبو جعفر، ولقبه ابن البذوخ، (تُوفيّ في عام 575 هـ-1179 م بدمشق)، طبيب وصيدلي وكاتب وشاعر، أصله من الجزائر وتحديداً من قلعة بني حماد بالجزائر ويُنسب لها بـ القلعي، ولكنه عاش أغلب حياته ومات في دمشق السوريّة.

## سيرته
هُوّ أبو جعفر عمر بن علي بن البذوخ القلعي الجزائري، عُرِف بـ ابن البذوخ، وُلِد في الجزائر ونشأ في دمشق حيثُ توفي.
كان عالماً وطبيباً، وخبيراً بمعرفة الأدوية المفردة والمركبة، وله حسن نظر في الاطلاع على الأمراض ومداواتها، وكان له اهتمام وعلم يسير بعلم الحديث، وكان ممن يُحقق كتب الطب القديمة، كما كان شاعراً وله من الشعر الكثير ولكن شعره لم يكُن مُتقناً جيداً، كما كان له من الآثار الشيء الكثير.
ترجم له ابن أبي أصيبعة في كتابه عيون الأنباء في طبقات الأطباء، وعادل نويهض في كتابه معجم أعلام الجزائر، وشهاب الدين أحمد بن فضل الله العمري في كتابه مسالك الأبصار في ممالك الأمصار، وعلي محمد الصلابي في كتابه عصر الدولة الزنكية، وخير الدين الزركلي في كتابه الأعلام للزركلي.
كان له دكان عطر في دمشق وهُوّ أشبه بالعيادة اليوم، وكان يجلس في دكانه هذا كُلَّ يوم حيثُ يُعالج من يأتي إليه أو يستوصف منه، وكان يهيئ عنده في الدكان أدوية كثيرة مُركبة يصنعها من سائر المعاجين والأقراص والسفوفات وغير ذلك، يبيع منها وينتفع الناس بها.
وكان مُعتنياً بالكتب الطبية والنظر فيها وتحقيق ما ذكره المتقدمون من صفة الأمراض ومداواتها، عمّر طويلاً وضعف عن الحركة مع الوقت حتى أنّه كان لا يأتي إلى دكانه إلا محمولاً على محفة والمحفة هيّ شبه سرير يُحمل عليه المريض والمرأة والمسافر.
وفي آخر عُمره أصبح أعمى بسبب ماء نزل في عينه، لأنه كان كثيراً ما يغتذي باللبن ويريد من ذلك ترطيب بدنه وجسمه. كان له شعراً كثيراً، ويصف ابن أبي أصيبعة شعره: «ويشعر وله رجز كثيرٌ إلا أن أكثر شعره ضعيف منحل..»
من أشعاره قصيدة طويلة له في ذِكر الموت والمعاد فمن مختارها:
وله قصيدة في مدح كتب جالينوس:
لابن البذوخ من الكتب والآثار الكثير، وهيّ كلها في الطب أما من تأليفه أو حواشٍ وشروح لكتب أطباء، منها:
- شرح كتاب الفصول لأبقراط.
- شرح كتاب تقدمة المعرفة لأبقراط.
- كتاب ذخيرة الألباء.
- المفرد في التأليف من الأشباه.
- حواش على كتاب القانون لابن سينا.
- أرجوزة.

وصفه شهاب الدين أحمد بن فضل الله العمري في ترجمته: «كان من أعلام أهل الفضائل، وأواخر من لحقه السلف من الأوائل، جنى بيده الأدوية وركّبها، وعرف مقادير رتبها ورتّبها، إلى سوى هذا مما قضى فيه أيام عمره، وذهب وقد أبقى للناس من ثمره، وكان كأنه ما مات، ولا أكلت أنواره الظلمات، ومضى وهذا أثره، وبقي ذباب السيف وهو أكثره.»، وقال عنه خير الدين الزركلي: «عالم بالأدوية المركبة والمفردة، له معرفة بالطب..» 
تُوفيّ ابن البذوخ في عام 575 هـ-1179 م بدمشق.

## وصلات خارجية
- بو جعفر القلعي علام الأدوية